# 李億祺
李億祺（1561年—1597年6月19日）字景受，朝鮮王朝時期軍事人物。
本貫全州李氏，是讓寧大君第五代孫。17歲時通過武舉考試，並在對北方女真族的作戰中屢立戰功。1592年壬辰倭亂爆發時任全羅右水使，統轄全羅道西部的水軍。在壬辰倭亂期間，與全羅道左水使李舜臣、慶尚道右水使元均一起，多次對日軍戰船的突襲。在壬辰倭亂中，李億祺曾參加唐項浦海戰、栗浦海戰、安骨浦海戰、釜山浦海戰和熊川海戰。
李億祺與李舜臣關係密切，而元均則厭惡李舜臣。在1594年朝鮮對日本和談期間，李億祺隨李舜臣參加第二次唐項浦海戰。李舜臣被元均等政敵指控為妨礙和談，罷免了官職。此間，李億祺曾多次為李舜臣說情。
1597年丁酉再亂時，李億祺跟隨元均，率朝鮮水軍前往巨濟島，試圖攻打當地的日本水軍。但途中在漆川梁遭遇日本水軍的伏擊，大敗，李億祺投水而死。諡號毅愍，追贈兵曹判書、完興君。1600年，與李舜臣同被祀於忠愍祠。
為紀念李億祺，大韓民國海軍張保皐級潛艇的第九艘被命名為「李億祺號」。